# Lassay-les-Châteaux
Cet article possède un paronyme, voir Lasse (Maine-et-Loire).
Lassay-les-Châteaux est une commune française, située dans le département de la Mayenne en région Pays de la Loire, peuplée de 2 243 habitants.
La commune fait partie de la province historique du Maine, et se situe dans le Bas-Maine dans le pays de Passais.
En revanche, Melleray, absorbée par Lassay en 1972, est historiquement à la fois en Normandie et dans le Maine dans le pays de Passais. Commune mixte située pour moitié dans l'Orne, pour moitié en Mayenne après la Révolution, elle est finalement entièrement rattachée à la Mayenne en 1831.

## Géographie
Lassay-les-Châteaux est situé dans le parc naturel régional Normandie-Maine, à 50 km d'Alençon et de Laval. Couvrant 5 763 hectares, son territoire est le plus étendu de l'arrondissement de Mayenne.

### Communes limitrophes
| Loré Orne, Ambrières-les-Vallées comm. ass. de Cigné | Le Housseau-Brétignolles, Sainte-Marie-du-Bois | Thubœuf, Saint-Julien-du-Terroux |
| Ambrières-les-Vallées comm. ass. de Cigné            | Lassay-les-Châteaux                            | Chevaigné-du-Maine               |
| Chantrigné                                           | Chantrigné, Le Horps                           | Charchigné, Le Horps             |

### Climat
Pour des articles plus généraux, voir Climat des Pays de la Loire et Climat de la Mayenne.
En 2010, le climat de la commune est de type climat océanique altéré, selon une étude du CNRS s'appuyant sur une série de données couvrant la période 1971-2000. En 2020, Météo-France publie une typologie des climats de la France métropolitaine dans laquelle la commune est exposée à un climat océanique et est dans une zone de transition entre les régions climatiques « Normandie (Cotentin, Orne) » et « Moyenne vallée de la Loire ». 
Pour la période 1971-2000, la température annuelle moyenne est de 10,3 °C, avec une amplitude thermique annuelle de 13,7 °C. Le cumul annuel moyen de précipitations est de 892 mm, avec 13,2 jours de précipitations en janvier et 7,6 jours en juillet. Pour la période 1991-2020, la température moyenne annuelle observée sur la station météorologique de Météo-France la plus proche, sur la commune du Horps à 5 km à vol d'oiseau, est de 11,1 °C et le cumul annuel moyen de précipitations est de 857,1 mm,. Pour l'avenir, les paramètres climatiques de la commune estimés pour 2050 selon différents scénarios d'émission de gaz à effet de serre sont consultables sur un site dédié publié par Météo-France en novembre 2022.

## Urbanisme

### Typologie
Au 1er janvier 2024, Lassay-les-Châteaux est catégorisée bourg rural, selon la nouvelle grille communale de densité à sept niveaux définie par l'Insee en 2022.
Elle est située hors unité urbaine et hors attraction des villes,.

### Occupation des sols
L'occupation des sols de la commune, telle qu'elle ressort de la base de données européenne d’occupation biophysique des sols Corine Land Cover (CLC), est marquée par l'importance des territoires agricoles (96,2 % en 2018), en diminution par rapport à 1990 (97,2 %). La répartition détaillée en 2018 est la suivante : 
prairies (46,2 %), terres arables (43,3 %), zones agricoles hétérogènes (6,7 %), zones urbanisées (2,5 %), forêts (1,3 %). L'évolution de l’occupation des sols de la commune et de ses infrastructures peut être observée sur les différentes représentations cartographiques du territoire : la carte de Cassini (XVIIIe siècle), la carte d'état-major (1820-1866) et les cartes ou photos aériennes de l'IGN pour la période actuelle (1950 à aujourd'hui).

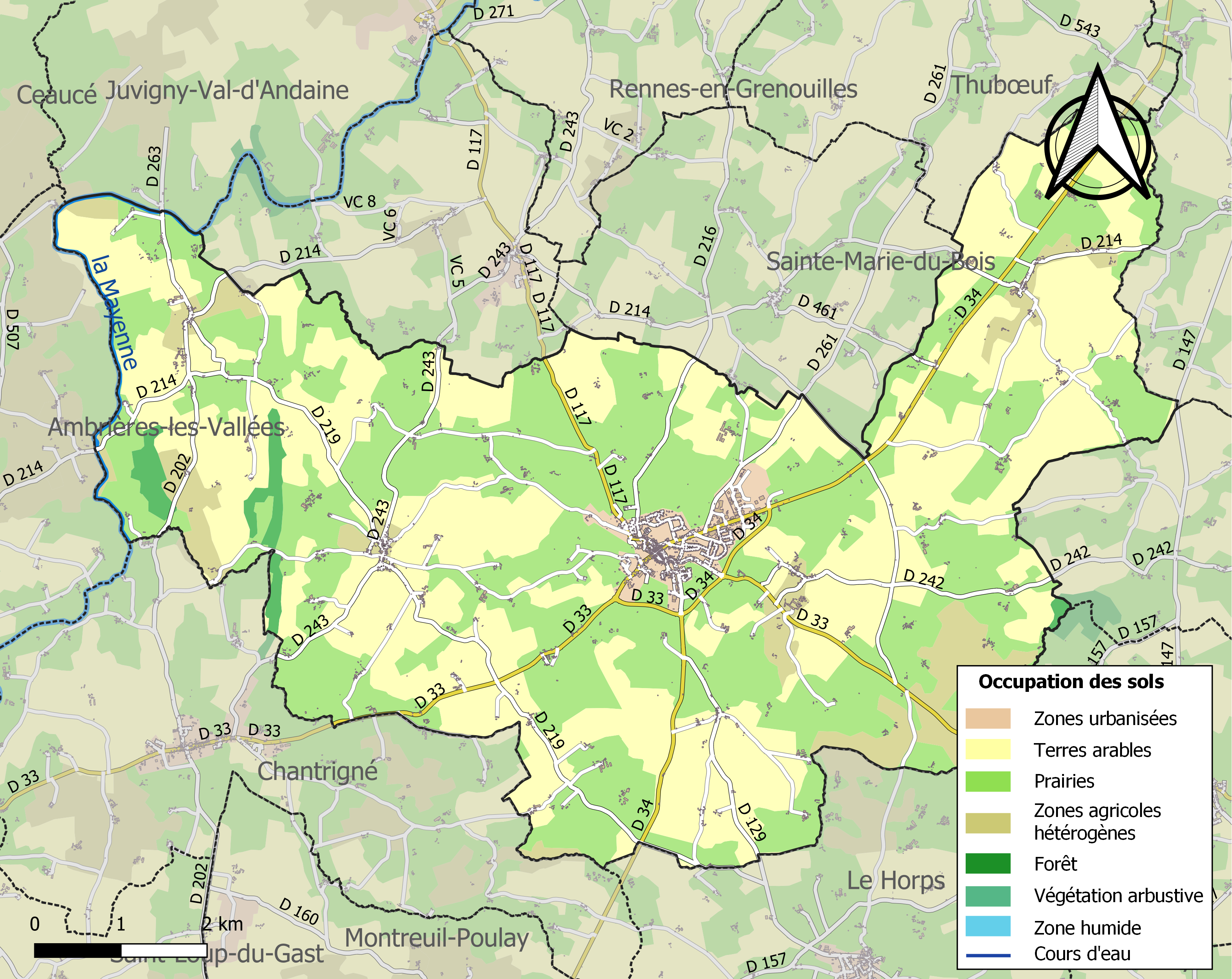
Carte des infrastructures et de l'occupation des sols de la commune en 2018 (CLC).

## Toponymie
Le nom de la localité est attesté sous les formes Lacciaco vi. à l'époque mérovingienne et de Laciaco vers 1100. 
Il serait issu d'un anthroponyme gaulois tel que Lascius ou Lacceius, suivi du suffixe d'origine gauloise -acum marquant la localisation et la propriété.
Les attestations pour La Baroche-Gondouin sont Basigia et Basilgia Gunduini en 1111. Ce toponyme trouve son origine le plus souvent dans l'ancien français basoche, « église », issu du latin basilica, et est à rapprocher des différents Bazoches. Il est adjoint d'un nom de seigneur.
Le toponyme Melleray-la-Vallée est attesté sous la forme de Maleriaco en 1097. Il pourrait être issu du latin *melarius, « pommier », ou encore de l'ancien français meslier, « néflier ».
Pour Niort-la-Fontaine, les formes anciennes sont de Medio Orto au IXe siècle et Niort en 1096. Charles Rostaing considère une origine différente de celle de Niort (Deux-Sèvres) qui correspond à un Novioritum gaulois (le nouveau gué), sans pouvoir la préciser.
Courberie — Corberia au XIIIe siècle — semble issu du latin corvus, « corbeau », avec transformation du « b » en « v » par bêtacisme.
Le gentilé est Lasséen.

## Histoire
Le premier habitant de Lassay est l'ermite Fraimbault (Frambaldus de Laceio, porteur de lance) originaire d'Auvergne, au VIe siècle, qui, envoyé par saint Innocent, évêque du Mans, vint y établir un ermitage au lieu-dit Saint-Fraimbault, autrefois église paroissiale du lieu. Il est lié à d'autres ermites : saint Bomer, saint Ernier, saint Ortaire. René Bansard ainsi que l'équipe du CENA de l'université de Caen ont mis en évidence que son personnage et sa vita avaient servi de modèle aux XIIe et XIIIe siècles à la création du personnage littéraire de Lancelot du Lac, chevalier du roi Arthur. En effet cette église montre une pierre d'angle à gauche du porche qui est une réutilisation d'une pierre tombale marquée d'une croix pattée ressemblant fortement à un trèfle et un calice (photo dans la référence suivante). Ces symboles, le nom de l'ermite et des convergences dans les toponymes du bocage font penser qu'il aurait pu être la figure inspiratrice de Lancelot du lac (Lancelot : porteur de lance, le valet trèfle et sa recherche du Graal) pour Chrétien de Troyes lors de son passage à la cour de Aliénor d'Aquitaine à Domfront,.
Des processions organisées chaque année, le lundi de Pentecôte, célébraient ce personnage en portant un reliquaire d'argent sur plusieurs kilomètres.
Le corps du saint fut transporté à Senlis à la demande d'Adélaïde, épouse d'Hugues Capet. Cette reine professait en effet une grande dévotion pour saint Fraimbault, comme Gerbert d'Aurillac, devenu pape en l'an 1000 sous le nom de Sylvestre II. Le corps du saint est aujourd'hui dans l'actuelle collégiale Saint-Frambourg de Senlis (XIIe siècle) devenue temple de la musique et sauvegardée par le grand pianiste György Cziffra.
Construit au XIe siècle par les seigneurs de Mayenne, le château de Lassay appartint aux Vendôme jusqu'en 1518 — aussi seigneurs/barons de La Chartre et de Gorron, puis princes de Chabanais et Confolens, vidames de Chartres, sires de La Ferté-Vidame ; puis à leurs descendants Ferrières et de La Fin jusqu'en 1572 — et son histoire est marquée par sa position en marche du Maine et de la Normandie et donc émaillée de nombreuses batailles de frontières pendant la guerre de Cent Ans puis les guerres de religion. Il fut en effet une place-forte huguenote au Bas-Maine. De 1572 à 1600, Lassay est placée sous le séquestre de Jean de Madaillan († 1627), puis le 26 août 1639, la terre de Lassay est adjugée pleinement à Isaac de Madaillan de Lesparre († 1649), sire de Montataire, 1er marquis de Lassay en août 1647, fils de Jean, père de Louis II de Madaillan-Lespare (1628-1709) et grand-père d'Armand de Madaillan-Lesparre (1652-1738).
Ledit marquis de Lassay (dès mars 1676, par cession de son père Louis) Armand de Madaillan de Lesparre, fut surnommé le Don Juan du Grand Siècle, encore le Galant des Tuileries, à cause de sa vie sentimentale agitée, et il se maria trois fois. Son fils Léon de Madaillan-Lesparre (1678-1750) lui succéda et fit construire à Paris entre 1726 et 1730 l’hôtel de Lassay, actuelle résidence du président de l'Assemblée nationale. Après Léon vint sa petite-nièce Adélaïde-Félicité-Geneviève d'O, mère de Louis-Léon de Brancas-Lauragais (1733-1824).
Lassay fut chef-lieu de district de 1790 à 1795. Le 23 octobre 1793, des prêtres sont conduits à Lassay lors de l'évacuation de Laval. Ils subissent la violence de Louis Saint-Martin du Plessis, avocat à Lassay.
La Terreur s'installe. Le 11 ventôse an II, la Commission militaire révolutionnaire du département de la Mayenne s'installe à Lassay et, en quelques jours, envoie plusieurs personnes à la guillotine. L'accusateur public est Jean-Baptiste Volcler, ex-prêtre, et ancien maire de Lassay.
En 1965, Lassay (1 681 habitants en 1962) absorbe Courberie (164 habitants) au sud de son territoire. En 1972, elle s'associe à La Baroche-Gondouin (253 habitants en 1968, au nord-est) et Melleray-la-Vallée (253 habitants en 1968, au nord-ouest), puis à Niort-la-Fontaine (253 habitants en 1968, au nord-ouest) deux ans plus tard.

## Héraldique
| Blason de Lassay-les-Châteaux | Blason  | D'argent au caducée d'azur. |
| Blason de Lassay-les-Châteaux | Détails |                             |

## Politique et administration

### Administration municipale

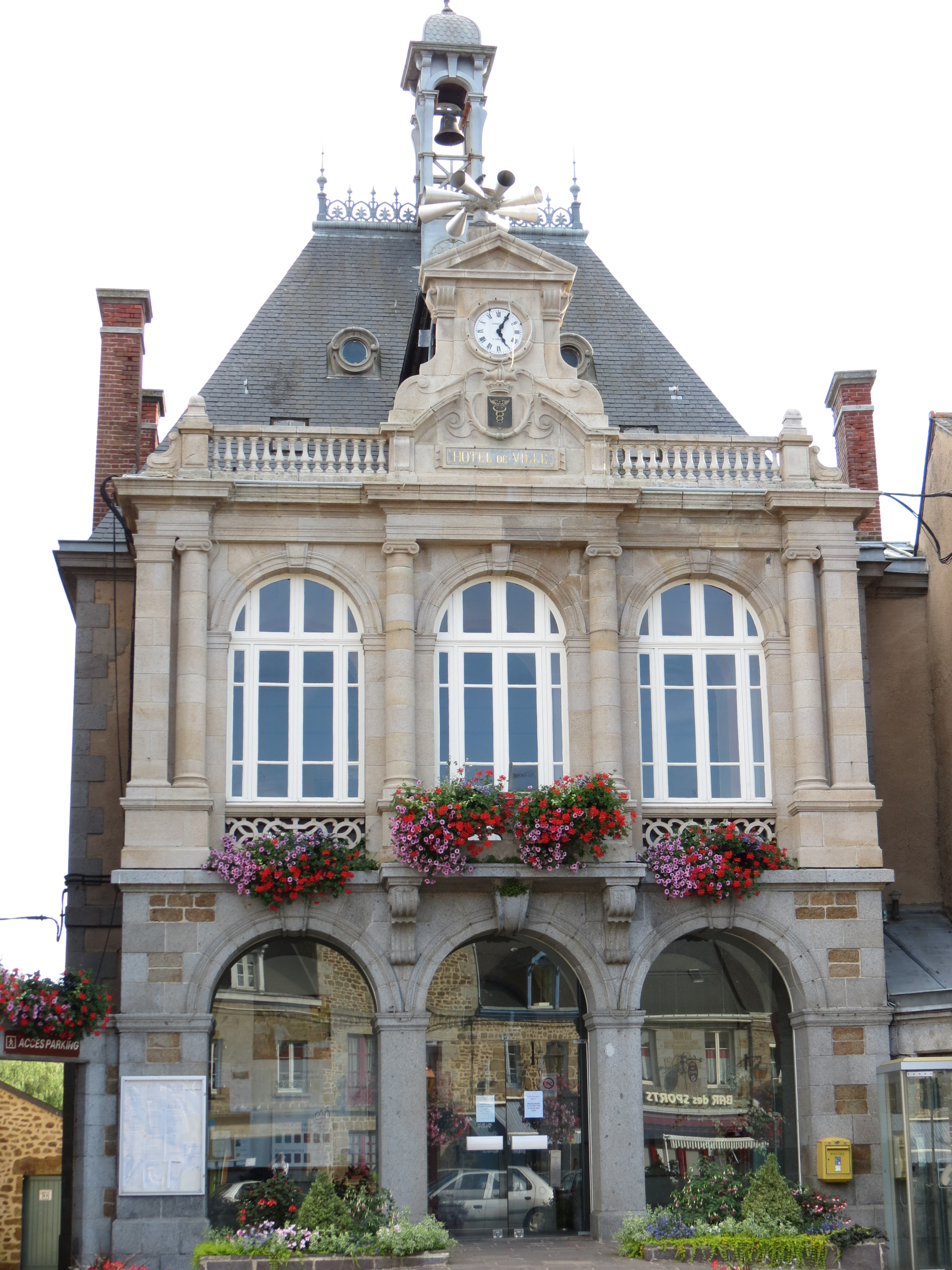
L'hôtel de ville.

Le conseil municipal est composé de dix-neuf membres dont le maire et cinq adjoints. Trois de ces conseillers sont respectivement maires délégués des communes associées de Niort-la-Fontaine, La Baroche-Gondouin, et Melleray-la-Vallée.

## Population et société

### Démographie

#### Évolution démographique
L'évolution du nombre d'habitants est connue à travers les recensements de la population effectués dans la commune depuis 1793. Pour les communes de moins de 10 000 habitants, une enquête de recensement portant sur toute la population est réalisée tous les cinq ans, les populations de référence des années intermédiaires étant quant à elles estimées par interpolation ou extrapolation. Pour la commune, le premier recensement exhaustif entrant dans le cadre du nouveau dispositif a été réalisé en 2007.
En 2022, la commune comptait 2 243 habitants, en évolution de −2,18 % par rapport à 2016 (Mayenne : −0,73 %, France hors Mayotte : +2,11 %).
Le maximum de la population de Lassay a été atteint en 1800 avec 2 954 habitants.
| 1793  | 1800  | 1806  | 1821  | 1831  | 1836  | 1841  | 1846  | 1851  |
| ----- | ----- | ----- | ----- | ----- | ----- | ----- | ----- | ----- |
| 2 250 | 2 954 | 2 683 | 2 743 | 2 807 | 2 796 | 2 565 | 2 554 | 2 655 |

| 1856  | 1861  | 1866  | 1872  | 1876  | 1881  | 1886  | 1891  | 1896  |
| ----- | ----- | ----- | ----- | ----- | ----- | ----- | ----- | ----- |
| 2 280 | 2 504 | 2 381 | 2 358 | 2 467 | 2 568 | 2 598 | 2 570 | 2 490 |

| 1901  | 1906  | 1911  | 1921  | 1926  | 1931  | 1936  | 1946  | 1954  |
| ----- | ----- | ----- | ----- | ----- | ----- | ----- | ----- | ----- |
| 2 381 | 2 245 | 2 153 | 1 825 | 1 763 | 1 726 | 1 690 | 1 665 | 1 664 |

| 1962  | 1968  | 1975  | 1982  | 1990  | 1999  | 2006  | 2007  | 2012  |
| ----- | ----- | ----- | ----- | ----- | ----- | ----- | ----- | ----- |
| 1 681 | 1 806 | 2 602 | 2 595 | 2 459 | 2 532 | 2 451 | 2 439 | 2 390 |

| 2017  | 2022  | - | - | - | - | - | - | - |
| ----- | ----- | - | - | - | - | - | - | - |
| 2 253 | 2 243 | - | - | - | - | - | - | - |

#### Pyramide des âges
La population de la commune est relativement âgée.
En 2018, le taux de personnes d'un âge inférieur à 30 ans s'élève à 25,4 %, soit en dessous de la moyenne départementale (34,5 %). À l'inverse, le taux de personnes d'âge supérieur à 60 ans est de 38,5 % la même année, alors qu'il est de 28,3 % au niveau départemental.
En 2018, la commune comptait 1 055 hommes pour 1 188 femmes, soit un taux de 52,96 % de femmes, largement supérieur au taux départemental (50,71 %).
Les pyramides des âges de la commune et du département s'établissent comme suit.
| Hommes | Classe d’âge | Femmes |
| ------ | ------------ | ------ |
| 1,8    | 90 ou +      | 6,5    |
| 13,4   | 75-89 ans    | 17,6   |
| 18,8   | 60-74 ans    | 18,4   |
| 24,2   | 45-59 ans    | 20,1   |
| 14,7   | 30-44 ans    | 13,6   |
| 12,3   | 15-29 ans    | 9,4    |
| 14,9   | 0-14 ans     | 14,5   |

| Hommes | Classe d’âge | Femmes |
| ------ | ------------ | ------ |
| 1,1    | 90 ou +      | 2,5    |
| 8      | 75-89 ans    | 10,6   |
| 17,7   | 60-74 ans    | 18,4   |
| 20,3   | 45-59 ans    | 19,4   |
| 17,3   | 30-44 ans    | 16,6   |
| 16,9   | 15-29 ans    | 14,9   |
| 18,8   | 0-14 ans     | 17,6   |

### Enseignement
Deux écoles primaires et un collège sont à Lassay-les-Châteaux.

### Manifestations culturelles et festivités
- 14 juillet : les Entrelacés
- 8 mai : Y'a de la joie

### Sports
Pour les activités sportives, Lassay-les-Châteaux dispose d'une salle omnisports, d'une salle de Tennis, d'un terrain multisports (City stade), de 3 terrains de football, de terrains de pétanque et d'une piscine.
Depuis 2022, Lassay-les-Châteaux est labellisée Terre de Jeux 2024.

### Les associations sportives
- FC Lassay-Le Horps
- Le Sporting Club composé de la section Handball, Tennis de table et gym
- La pétanque Lasséenne
- Le Cyclo Club
- Yoga
- Le Tennis Club

## Lieux et monuments

### Château de Lassay duXVesiècleet sa chapelle

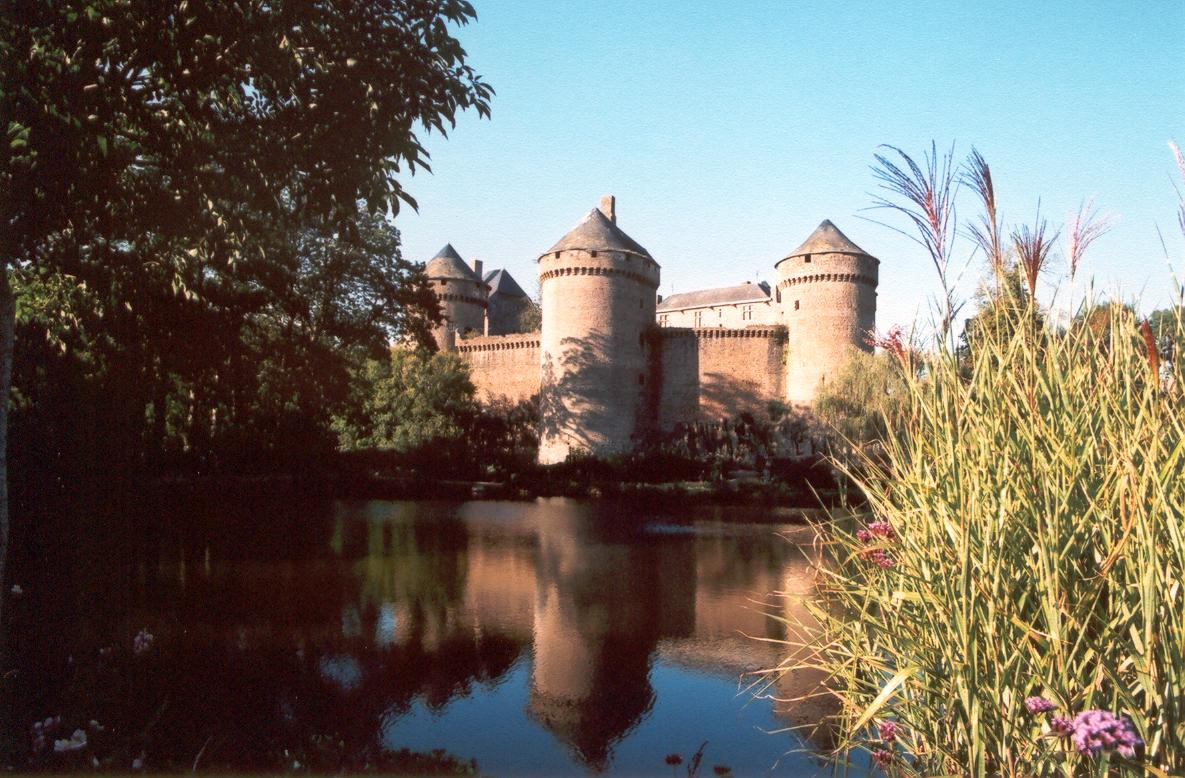
Le château de Lassay.

Le vieux château datant du XIIe siècle fut démoli durant la guerre de Cent Ans. Il fut ensuite reconstruit en une année vers 1456-1458. L’enceinte était renforcée de deux tours cylindriques au sud-ouest et au sud-est, quatre tours semi-cylindriques adossées à la muraille (deux à l'ouest, une à l'est et une au sud) et deux tours à l'entrée (au nord) elles-mêmes protégées par une puissante barbacane. Le château est habité par ses propriétaires[réf. souhaitée]. Il fait l'objet d'un classement au titre des Monuments historiques par la liste de 1862, les peintures murales décorant l'ancienne chapelle sont classées depuis le 5 décembre 1963 et la chapelle elle-même est inscrite depuis le 19 février 1964.

### Château du Bois Thibault desXVeetXVIesiècles

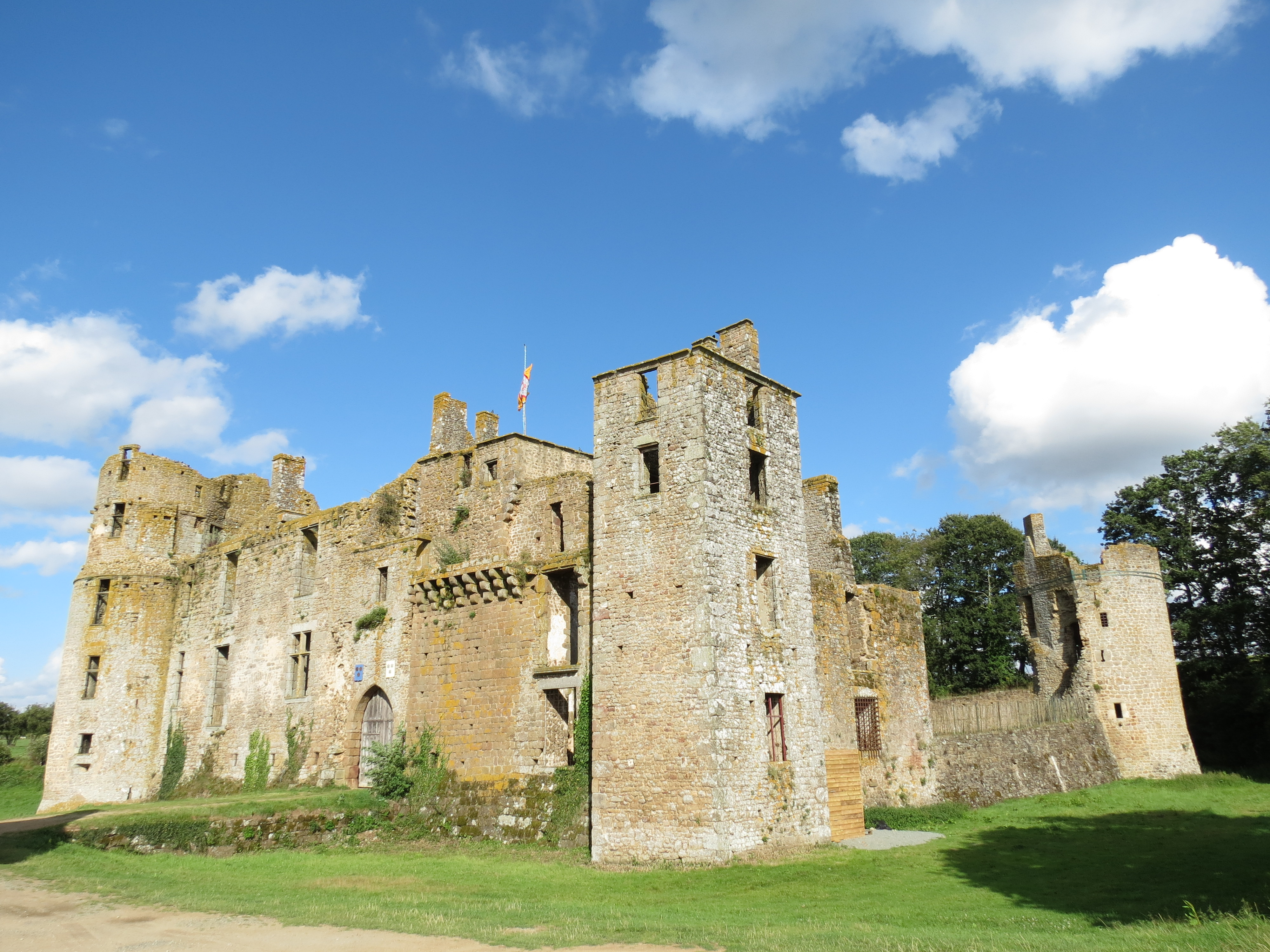
Le château du Bois Thibault.

Au XIe siècle, Foulques Nerra, comte d'Anjou, crée un point de défense contre les Normands.
On trouve ensuite Herbert de Logé, seigneur de Bois Thibault, au XIIe siècle (dans les écrits de Fontaine-Daniel), il devint sénéchal de Juhel III de Mayenne au tout début du XIIIe siècle succédant à son beau-père Hugues Monnier.
Les murs du château (XIIe siècle) furent arasés durant la guerre de Cent Ans pour chasser une troupe d'Écossais qui y avait pris demeure et rançonnait tous les paysans du pays. L'actuel château fut reconstruit par Jean III du Bellay et sa femme Jehanne de Logé en 1458 après la guerre de Cent Ans.
Durant la guerre de Cent Ans, la dernière descendante de la famille de Logé, Jehanne de Logé, se réfugia en Anjou où elle épousa Jean du Bellay, dernier descendant de cette famille (ses frères et son père ayant été tués au combat durant cette guerre). De cette union naquit toute une lignée d'hommes illustres des du Bellay avec Guillaume et Martin du Bellay, Jean du Bellay, Joachim du Bellay le poète, etc.
Le château de Bois Thibault est classé monument historique depuis 1925, il est aujourd'hui la propriété de la commune de Lassay-les-Châteaux qui grâce à l'action de l'association « Bois Thibault passé et avenir » l'a acheté en 1988 et a entrepris des travaux de restauration afin de le sauver de la ruine[réf. souhaitée].

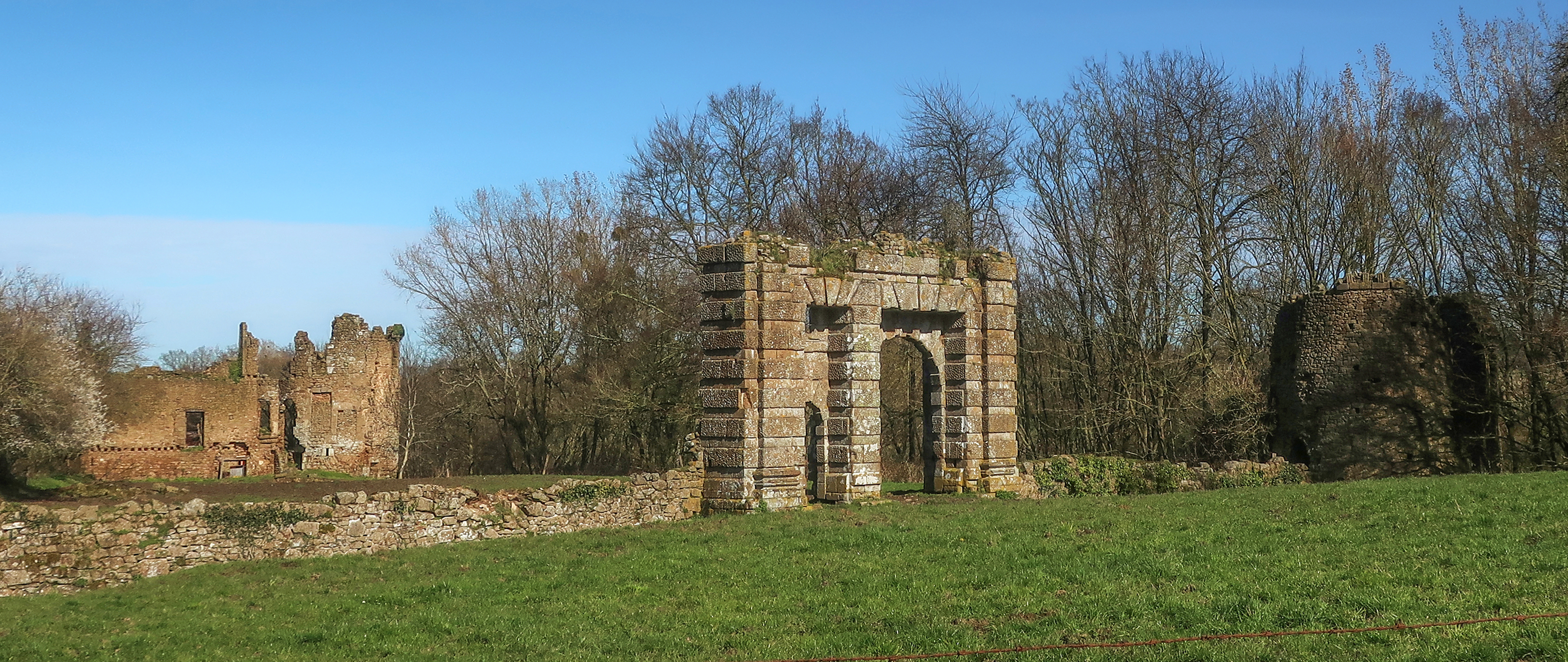
Le Bois-Frou

### Château de Bois-Frou (XVIesiècle)
Détails de la Renaissance.

### La roseraie municipale
La roseraie est dessinée par Thierry Jourd'heuil paysagiste et plantée en 1993 dans l'ancien pré du couvent, le long du ruisseau le Lassay.

### Église Saint-Fraimbault de Lassay

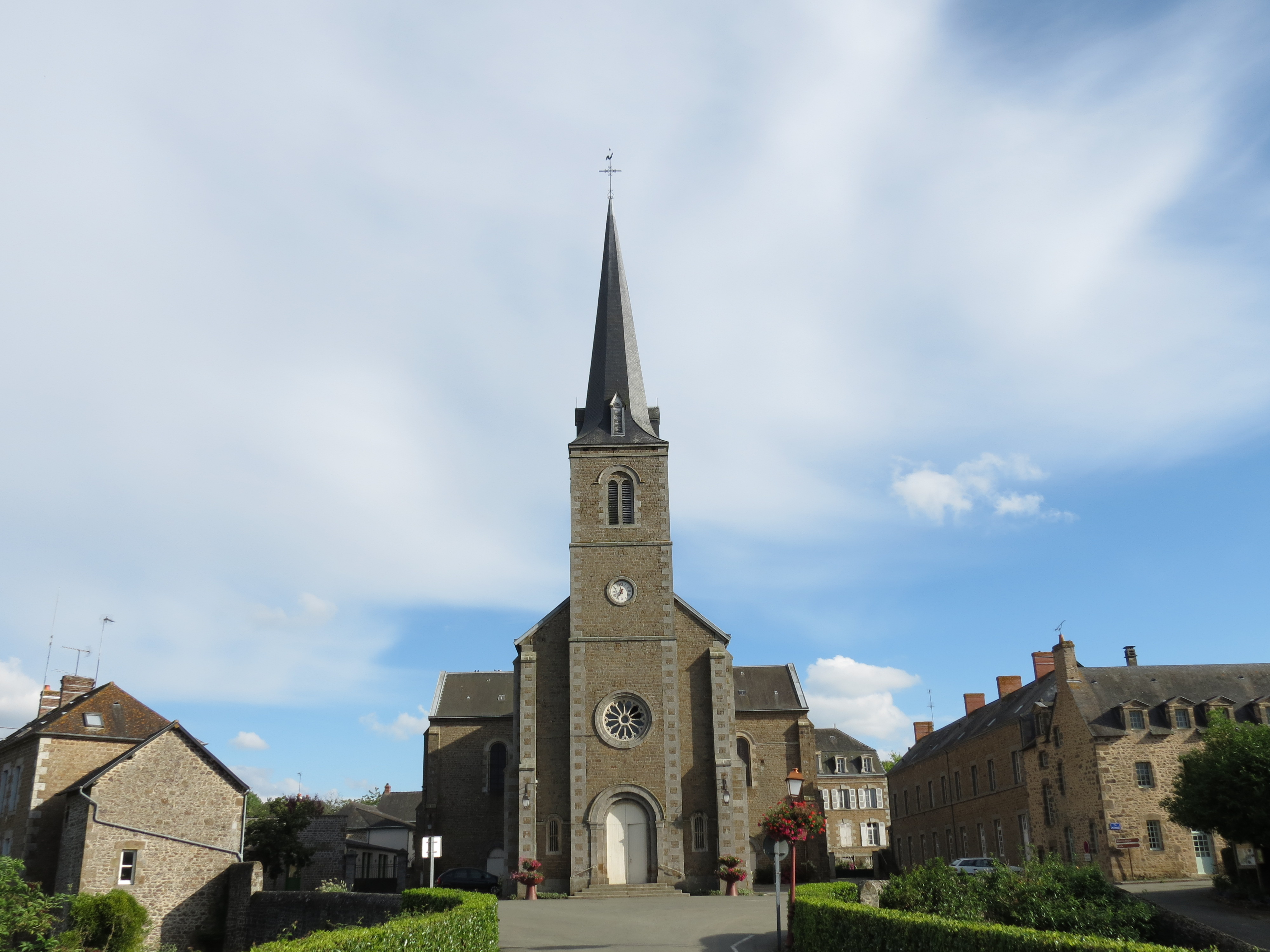
L'église de Lassay.

### Autres monuments

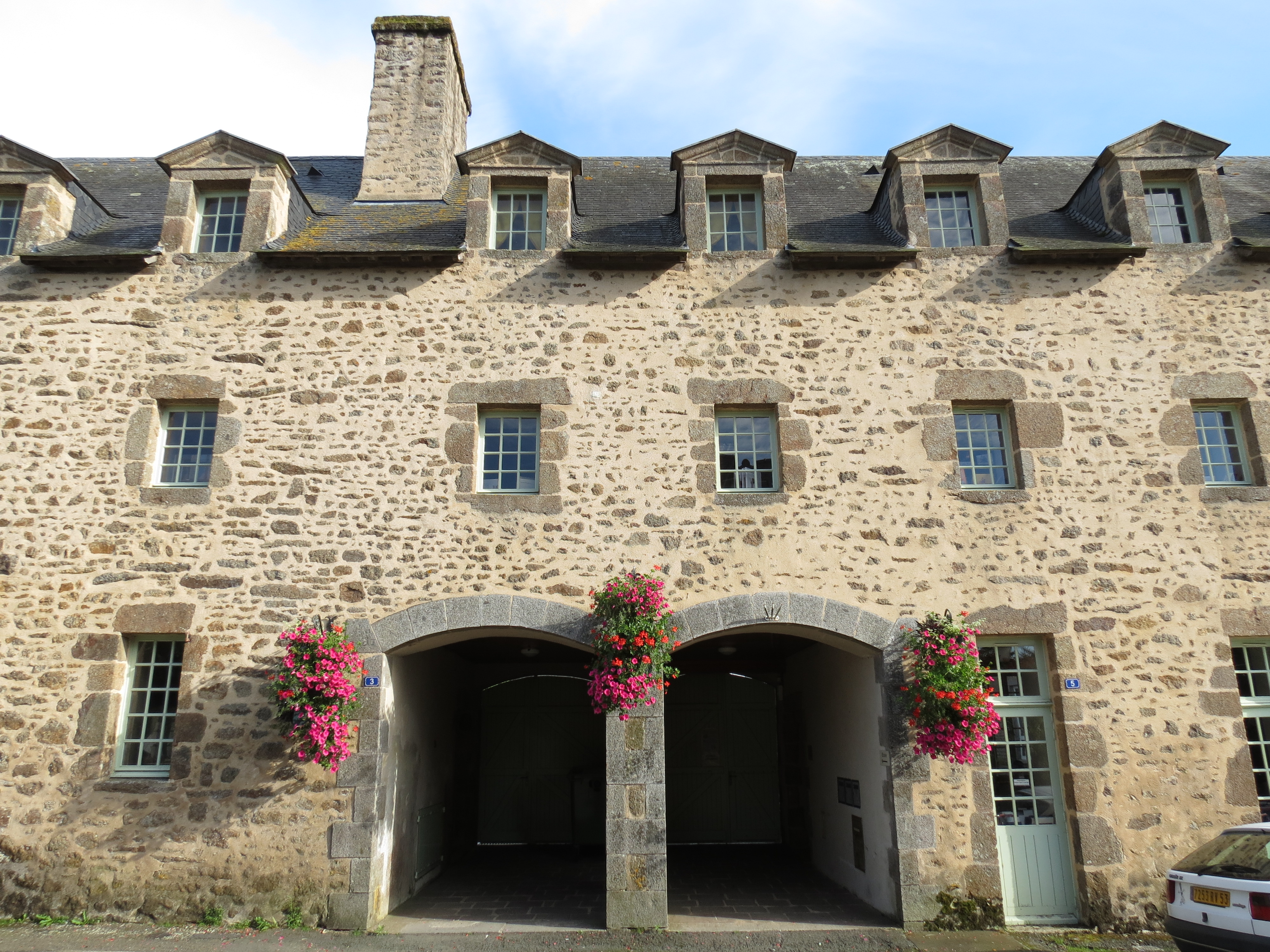
Le couvent des Bénédictines.

- Ancien couvent des Bénédictines, qui fait l'objet d'une inscription au titre des Monuments historiques depuis le 20 juin 1988[47].
- Église Saint-Laurent de La Baroche-Gondouin.
- Église Saint-Médard de La Courberie, du XIXe siècle.
- Église Saint-Aubin de Melleray-la-Vallée.
- Église Saint-Hippolyte de Niort-la-Fontaine, du XIXe siècle.
- Église Saint-Fraimbault de Saint-Fraimbault-de-Lassay.
- Chapelle Saint-Joseph, du XVIIe siècle.
- Chapelle Saint-Mathieu.
- Chapelle Saint-Roch.
- Maison de maître de Montfoucault

## Activité, label et manifestations

### Label
La commune de Lassay-les-Châteaux est une ville fleurie quatre fleurs au concours des villes et villages fleuris depuis 2019.

### Jumelages
- Blegny (Belgique) depuis 1967 (anciennement le village de Housse).

### Sports
Le Football Club de Lassay fait évoluer une équipe de football en ligue du Maine et deux autres en divisions de district.

### Manifestations
Lassay-les châteaux, Petite cité de caractère, organise : 
- De 1998 à 2007 un festival de musiques actuelles, Les 3 Éléphants, qui a accueilli 16 000 spectateurs en 2007. À partir de 2008, Les 3 Éléphants ont décidé de quitter la ville de Lassay pour aller quartier Saint-Nicolas à Laval
- Journée Peintres dans la Rue le premier week-end de juin
- Exposition de peintures en juillet, concours photo en août
- Festival des arts de la rue Les Entrelacés organisé par l'association "Village en fête". Festival crée en 1995 et qui a lieu annuellement le 13 et 14 juillet[50].
- Entre 1978 et 1987, Lassay est connue pour son spectacle son et lumière mis en scène par François Brou, spectacle de plein air donné de juin à septembre au pied du château de Lassay par un grand nombre de bénévoles lasséens et des environs.
- De 1988 à 1990, spectacle Jean Chouan l'insoumis de Francis Morane et Pierre Lunel[51].

L'association culturelle de Lassay-les-Châteaux organise chaque année depuis 2011 une chasse au trésor sur le thème de la légende du roi Arthur. Cette dernière rassemble plus de 500 personnes sur deux dates en juillet. L'association organise également Moment d'hiver le deuxième dimanche de décembre, une journée conviviale où tous les enfants bénéficient d'animations gratuites (maquillage, balade à poneys…) et où les grands peuvent se restaurer (huitres, chataignes, « petite oie »).

## Personnalités liées à la commune
- Saint Fraimbault (vers 500-570), ermite.
- Armand de Madaillan de Lesparre (1652 - 1738) est plus connu sous l'un de ses titres, marquis de Lassay.
- Marianne Pajot (vers 1641-1681 au château du Bois-Froust à Niort-la-Fontaine), femme du précédent.
- Louis Bottu, avocat du XVIIIe siècle
- Jean-Baptiste Volcler, curé, maire et révolutionnaire
- Christophe Piette (1743-1836), médecin, maire, conseiller général
- Victor Hugo, écrivain et poète, séjourna à Lassay le 20 juin 1836[53] en compagnie de sa maîtresse, Juliette Drouet, alors qu'ils étaient en route pour Fougères. Dans une lettre adressée à sa femme, Adèle Foucher, il écrivait : « Depuis Alençon, j'ai vu Lassay, charmante petite ville demi-sauvage, plantée tout au beau milieu des chemins de traverse, qui a trois vieux châteaux, dont deux admirables que j'ai dessiné. Le troisième (Bois =-Fou) n'a plus que quelques ruines situées au milieu des arbres les plus beaux et les plus farouches du monde ».  Alors qu'il voulait visiter le château de Lassay, le domestique refusa en déclarant « Monsieur ne reçoit pas les vagabonds ».
- Ludovic Piette (1826-1878), peintre paysagiste, s'établit à Melleray-la-Vallée à la fin de sa vie.
- Alphonse-Victor Angot[53] (1844 - 1917 à Saint-Fraimbault de Lassay), abbé et historien ;
- Marquis de Beauchêne (fin XIXe siècle, début XXe siècle), historien, propriétaire du château de Lassay de 1895 à 1939.
- Paul Yorel (1890 à Lassay - 1951), chansonnier et journaliste.
- Françoise Gandriau dite « La petite émigrée[53] », personnage de la Révolution. Elle s'enfuit avec sa maitresse mais fut rattrapée et guillotinée avec celle-ci et cinq de ses compagnons. Elle repose aujourd'hui à l'endroit où elle fut enterrée avec sa maîtresse et ses compagnons à la Révolution, c'est-à-dire au fond d'un champ devant un châtaignier sur la route de Thubœuf. Son lieu de sépulture est entouré d'une clôture. Au bord de la route, à proximité, se trouve une croix blanche en souvenir d'elle.
- Maquis de La Baroche-Gondouin
- Bernard Chardon (1927-2024), prêtre, artiste peintre, céramiste et créateur de vitraux. Un musée local lui est consacré.